# Mount Colosseum National Park
Mount Colosseum National Park är en park i Australien. Den ligger i delstaten Queensland, omkring 370 kilometer nordväst om delstatshuvudstaden Brisbane. Arean är 8,4 kvadratkilometer.
Trakten runt Mount Colosseum National Park är nära nog obefolkad, med mindre än två invånare per kvadratkilometer..
I omgivningarna runt Mount Colosseum National Park växer huvudsakligen savannskog. Genomsnittlig årsnederbörd är 1 253 millimeter. Den regnigaste månaden är januari, med i genomsnitt 276 mm nederbörd, och den torraste är september, med 29 mm nederbörd.